# Karla (Rae)
Karla is een plaats in de Estlandse gemeente Rae, provincie Harjumaa. De plaats heeft de status van dorp (Estisch: küla).

## Bevolking
Het dorp had 544 inwoners op 31 december 2011 en 886 inwoners op 31 december 2021.

## Ligging
De Põhimaantee 11, de ringweg om Tallinn, vormt de westgrens van  het dorp, de rivier Pirita de oostgrens. Het Vaskjala-Ülemistekanaal loopt door het dorp en gaat hier onder de Põhimaantee 11 door.